# Wallfahrtskirche Beata Vergine dei Miracoli

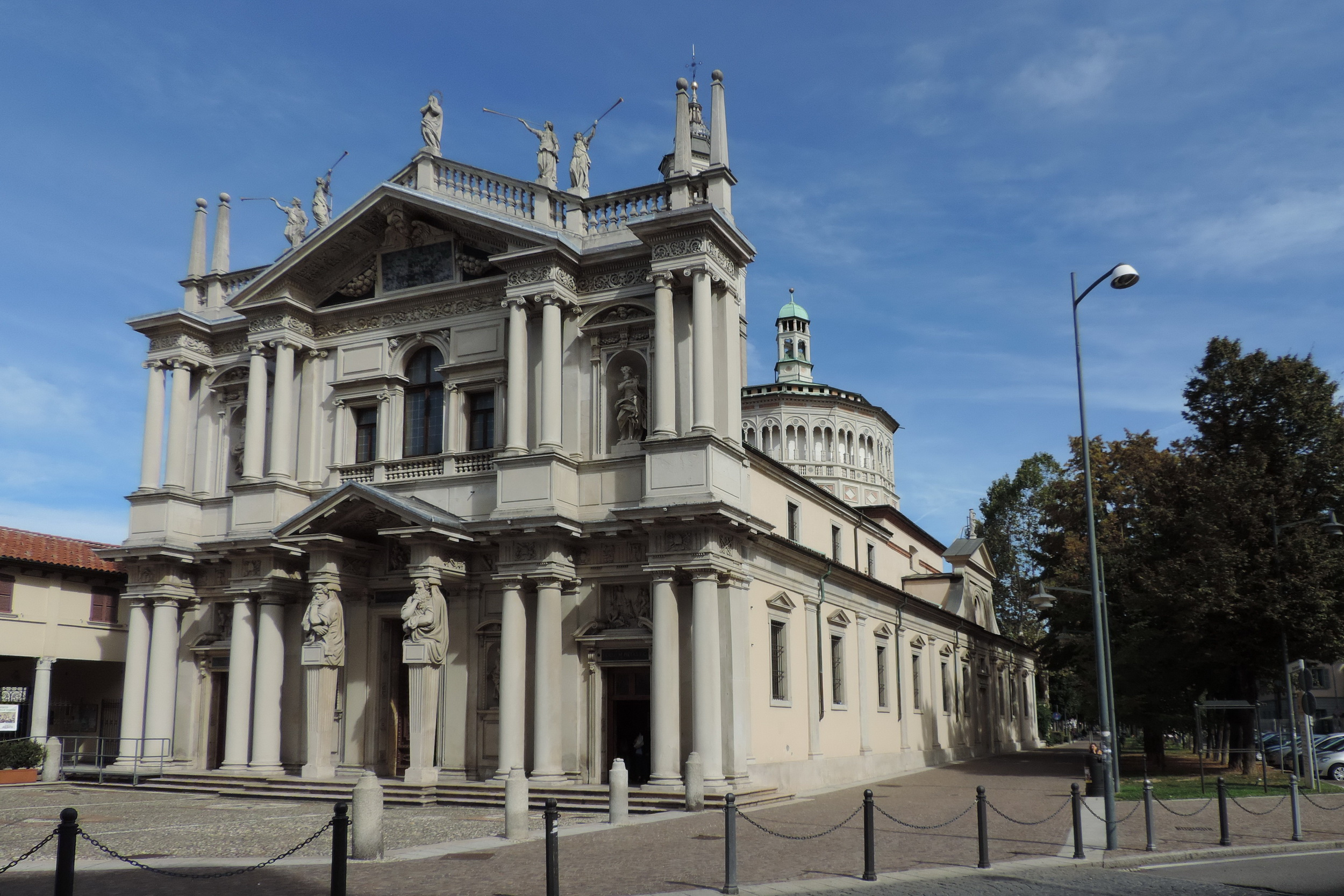
Santuario della Beata Vergine dei Miracoli

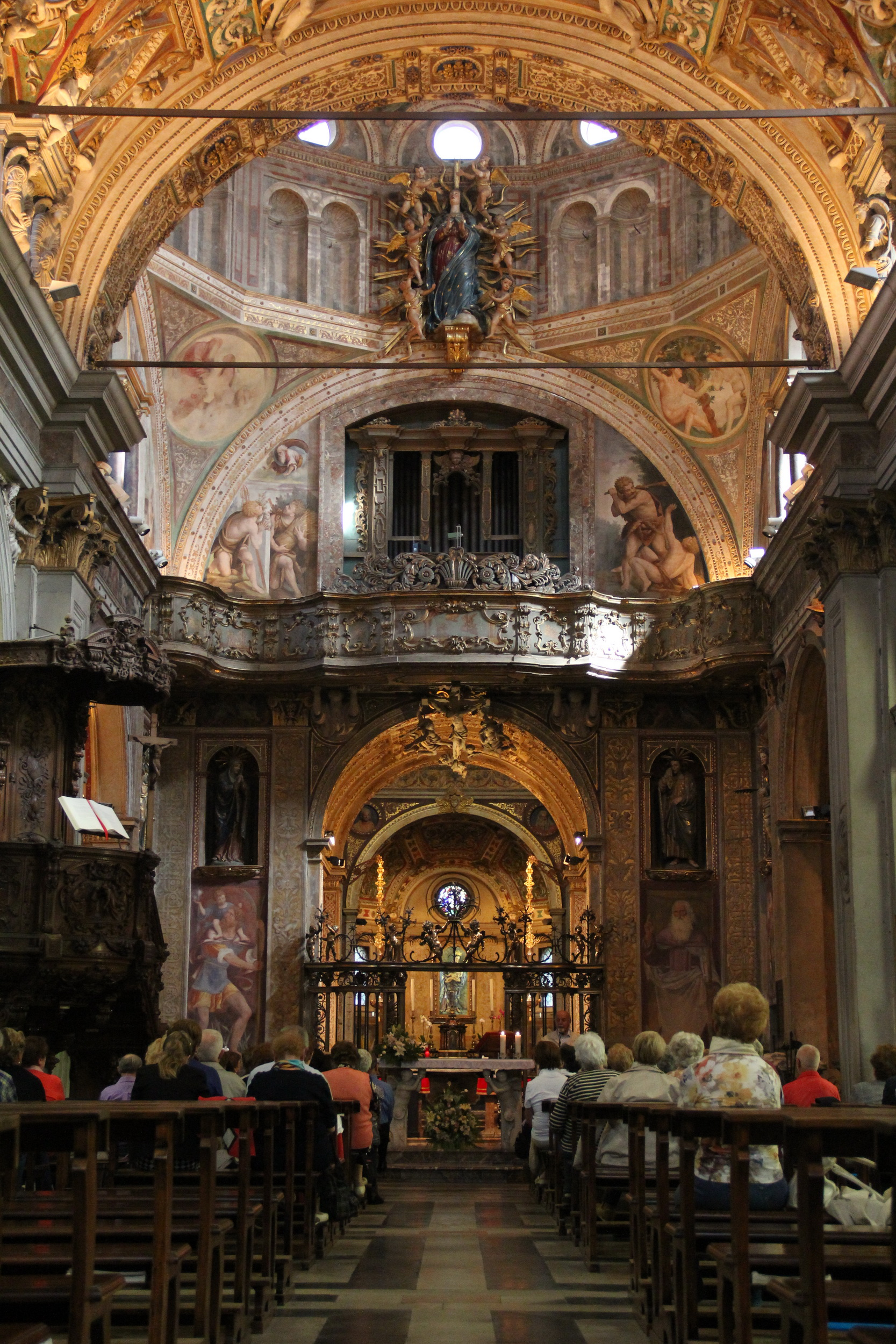
Innenraum

Die Wallfahrtskirche Beata Vergine dei Miracoli (deutsch Heilige Jungfrau der Wunder) ist eine Kirche in Saronno in der Lombardei, Italien. Die Wallfahrtskirche des Erzbistums Mailand trägt den Titel einer Basilica minor. Sie wurde in zwei Phasen Anfang und Ende des 16. Jahrhunderts in den Stilen der Renaissance und des Barock errichtet.

## Geschichte
Aus Anlass einer wundersamen Krankenheilung vermutlich um 1460 wurde 1498 anstelle dreier Oratorien mit dem Bau der Kirche begonnen. Der Bau wurde vermutlich durch den Architekten Giovanni Antonio Amadeo einschließlich des Tiburios im Stil der Renaissance 1505 fertiggestellt. Der 47 Meter hohe Glockenturm wurde zwischen 1511 und 1516 daneben durch Paolo della Porta errichtet. 1525 bis 1545 wurden die Kuppelgewölbe durch Bernardino Luini und Gaudenzio Ferrari mit großen und bedeutenden Fresken ausgestaltet. Hinzu kamen Werke der Bildhauer Andrea da Milano und Giulio Oggioni.
Für die wachsende Zahl der Pilger begannen 1556 die Erweiterungsarbeiten durch Vincenzo Seregni. Die neue Kirche wurde als dreischiffige Basilika mit fünf Jochen geplant. Seregni selbst leitete die Arbeiten bis zum dritten Joch. Als der Abriss der kleinen Kapelle Unserer Lieben Frau von den Wundern anstand, wurde der Bau unterbrochen.
Nach dem Pastoralbesuch von Karl Borromäus im Jahr 1570 wurde der Bau wieder aufgenommen, 1581 verlegte er das heilige Bild von der Kapelle in das Innere der Kirche. Pellegrino Tibaldi übernahm die Leitung der letzten Arbeiten. Im Jahr 1578 entwarf er die prächtige Fassade, deren Bau unter Lelio Buzzi und Jacopo Borroni von 1596 bis 1613 dauerte. Der obere Teil der Fassade ist ein Werk von Carlo Buzzi aus dem Jahr 1630, wurde aber erst 1666 umgesetzt. Der kleine Uhrturm, der sich über dem Gebäude auf dem Platz befindet, wurde 1594 erbaut.
Papst Pius XI. verlieh der Kirche 1923 den Titel einer Basilica minor.